# الأردن في الألعاب الآسيوية 2018
شارك الأردن في منافسات دورة الألعاب الآسيوية 2018 التي أقيمت في جاكرتا وفلمبان في إندونيسيا من 2 آب (أغسطس) إلى 2 أيلول (سبتمبر) 2018. وهذه المشاركة الأردنية الثامنة في دورات الألعاب الآسيوية، حيث كانت المشاركة الأولى في دورة الألعاب الآسيوية 1986. حاز من خلال هذه المشاركات على 33 ميدالية منها 3 ذهبيات و15 فضية و 15 برونزية، دون نتائج 2018.

## جدول الميداليات
فاز الرياضيون الأردنيون التالية أسماؤهم بميداليات:
| الميدالية | الاسم              | الرياضة  | المسابقة                      | التاريخ       |
| --------- | ------------------ | -------- | ----------------------------- | ------------- |
| ذهبية     | جوليانا الصادق     | تايكوندو | منافسات السيدات وزن 67 كغم    | 20 آب (أغسطس) |
| ذهبية     | حيدر الرشيد        | جوجوتسو  | منافسات الرجال وزن 85 كغم     | 26 آب (أغسطس) |
| فضية      | زيد سامي           | جوجوتسو  | منافسات الرجال وزن 94 كغم     | 25 آب (أغسطس) |
| برونزية   | حمزة قطان          | تايكوندو | منافسات الرجال وزن فوق 80 كغم | 1 آب (أغسطس)  |
| برونزية   | صالح الشرباتي      | تايكوندو | منافسات الرجال وزن 80 كغم     | 22 آب (أغسطس) |
| برونزية   | أحمد أبو غوش       | تايكوندو | منافسات الرجال وزن 68 كغم     | 23 آب (أغسطس) |
| برونزية   | يارا قاقيش         | جوجوتسو  | منافسات السيدات وزن 62 كغم    | 25 آب (أغسطس) |
| برونزية   | فريح الحراحشة      | جوجوتسو  | منافسات الرجال وزن 62 كغم     | 25 آب (أغسطس) |
| برونزية   | عبد الكريم آل راشد | جوجوتسو  | منافسات الرجال وزن 77 كغم     | 25 آب (أغسطس) |
| برونزية   | عبد الرحمن المصطفى | جوجوتسو  | منافسات الرجال وزن 67 كغم     | 26 آب (أغسطس) |
| برونزية   | بشار النجار        | جوجوتسو  | منافسات السيدات وزن 75 كغم    | 27 آب (أغسطس) |

| الرياضة  | الأول | الثاني | الثالث | Total |
| جوجوتسو  | 1     | 1      | 3      | 5     |
| كاراتيه  | 0     | 0      | 2      | 2     |
| تايكوندو | 1     | 0      | 3      | 4     |
| المجموع  | 2     | 1      | 8      | 11    |

| عدد الميداليات حسب اليوم | عدد الميداليات حسب اليوم | عدد الميداليات حسب اليوم | عدد الميداليات حسب اليوم | عدد الميداليات حسب اليوم | عدد الميداليات حسب اليوم | عدد الميداليات حسب اليوم |
| ------------------------ | ------------------------ | ------------------------ | ------------------------ | ------------------------ | ------------------------ | ------------------------ |
| اليوم                    | التاريخ                  | الأول                    | الثاني                   | الثالث                   | الإجمالي                 |                          |
| 1                        | 19 آب (أغسطس)            | 0                        | 0                        | 0                        | 0                        |                          |
| 2                        | 20 آب (أغسطس)            | 1                        | 0                        | 0                        | 1                        |                          |
| 3                        | 21 آب (أغسطس)            | 0                        | 0                        | 1                        | 1                        |                          |
| 4                        | 22 آب (أغسطس)            | 0                        | 0                        | 1                        | 1                        |                          |
| 5                        | 23 آب (أغسطس)            | 0                        | 0                        | 1                        | 1                        |                          |
| 6                        | 24 آب (أغسطس)            | 0                        | 0                        | 0                        | 0                        |                          |
| 7                        | 25 آب (أغسطس)            | 0                        | 1                        | 2                        | 3                        |                          |
| 8                        | 26 آب (أغسطس)            | 1                        | 0                        | 2                        | 3                        |                          |
| 9                        | 27 آب (أغسطس)            | 0                        | 0                        | 1                        | 1                        |                          |
| 10                       | 28 آب (أغسطس)            | 0                        | 0                        | 0                        | 0                        |                          |
| 11                       | 29 آب (أغسطس)            | 0                        | 0                        | 0                        | 0                        |                          |
| 12                       | 30 آب (أغسطس)            | 0                        | 0                        | 0                        | 0                        |                          |
| 13                       | 31 آب (أغسطس)            | 0                        | 0                        | 0                        | 0                        |                          |
| 14                       | 1 أيلول (سبتمبر)         | 0                        | 0                        | 0                        | 0                        |                          |
| 15                       | 2 أيلول (سبتمبر)         | 0                        | 0                        | 0                        | 0                        |                          |
| المجموع النهائي          | المجموع النهائي          | 2                        | 1                        | 8                        | 11                       |                          |

## المنافسون
تتضمن القائمة التالية أسماء المنافسين الأردنيين:
| الرياضة     | رجال | سيدات | المجموع |
| ----------- | ---- | ----- | ------- |
| ألعاب القوى | 0    | 0     | 0       |
| كرة السلة   | 0    | 0     | 0       |
| الملاكمة    | 0    | 0     | 0       |
| البريدج     | 0    | 0     | 0       |
| الجودو      | 1    | 0     | 1       |
| جوجيستو     | 0    | 0     | 0       |
| الكاراتيه   | 0    | 0     | 0       |
| السباحة     | 3    | 0     | 0       |
| تايكوندو    | 4    | 2     | 6       |
| Total       | 1    | 0     | 1       |

## كرة السلة
شارك المنتخب الأردني لكرة السلة في منافسات البطولة ...

## الملاكمة
سمي الملاكمون الذين مثلوا الأردن في 16 تموز (يوليو) 2018.

## الجودو
مثّل الأردن في منافسات الجودو لاعب واحد.
الرجال
| اللعبة          | الفعالية | الدور 32      | الدور 16      | ربع النهائي   | نصف النهائي   | تأهب تلقائي   | النهائي/BM    | المركز |
| اللعبة          | الفعالية | الخصم النتيجة | الخصم النتيجة | الخصم النتيجة | الخصم النتيجة | الخصم النتيجة | الخصم النتيجة | المركز |
| --------------- | -------- | ------------- | ------------- | ------------- | ------------- | ------------- | ------------- | ------ |
| يونس عيال سلمان | 73 kg    |               |               |               |               |               |               |        |

## السباحة
مثل الأردن في مسابقات السباحة ثلاثة سباحين هم:
- خضر بقلة، نافس في منافسات سباحة 100 م و400 م حرة و200 متر متنوع
- محمد البدور، نافس في منافسات سباحة 50 م، 100 م حرة، 50 م فراشة
- عمر الور، نافس في منافسات سباحة 50 م صدر، 100 م صدر، 200 م صدر

## التايكوندو
اللاعبون المشاركون
- جوليانا الصادق
- زيد مصطفى
- حمزة القطان
- راما أبو الرب
- صالح الشرباتي
- أحمد أبو غوش

كايورغي
| الرياضي        | الفعالية         | جولة 32                          | جولة 16                               | ربع النهائي                              | نصف النهائي                           | النهائي                             | النهائي  |
| الرياضي        | الفعالية         | الخصم النتيجة                    | الخصم النتيجة                         | الخصم النتيجة                            | الخصم النتيجة                         | الخصم النتيجة                       | الترتيب  |
| -------------- | ---------------- | -------------------------------- | ------------------------------------- | ---------------------------------------- | ------------------------------------- | ----------------------------------- | -------- |
| زيد مصطفى      | وزن 58 كغم رجال  | يلدوس يسكاك (كازاخستان) · L 6–17 | لم يتأهل                              | لم يتأهل                                 | لم يتأهل                              | لم يتأهل                            | لم يتأهل |
| أحمد أبو غوش   | وزن 68 كغم رجال  | Bye                              |                                       |                                          |                                       |                                     |          |
| صالح الشرباتي  | وزن 80 كغم رجال  | Bye                              | هيدينوري إيباتا (اليابان) · W 28–8    | لينغ لونغ تشين (الصين) · W 13–8          | نيكيتا رافالوفيتش (أوزبكستان) · L 2–4 | لم يتأهل                            | الثالث   |
| حمزة قطان      | وزن 80+ كغم رجال | —                                | تان ين مينغ (ماليزيا) ·               | يانغ تسونغ-يه (تايبيه الصينية) · W 24–12 | ديمتري شوكن (أوزبكستان) · L 4–5       | لم يتأهل                            | الثالث   |
| راما أبو الرب  | وزن 57 كغم سيدات | Bye                              | لن يي-تشينغ (تايبيه الصينية) ·        |                                          |                                       |                                     |          |
| جوليانا الصادق | وزن 67 كغم سيدات | —                                | نيسانسالا جاهينجي (سريلانكا) · W 38–0 | ميليكا ميرحسيني (إيران) · W 21–5         | زانغ مينغييو (الصين) · W 14–5         | كيم جان-دي (كوريا الجنوبية) · W 5–1 | الأول    |